# Världsmästerskapen i bågskytte 1961
Världsmästerskapen i bågskytte 1961 arrangerades i Oslo i Norge mellan den 10 och 13 augusti 1961.

## Medaljsummering

### Recurve
| Event                          | Guld                    | Silver                | Brons                |
| Herrarnas individuella tävling | Joe Thornton (USA)      | Clayton Sherman (USA) | Jorma Sandelin (FIN) |
| Damernas individuella tävling  | Nancy Vonderheide (USA) | Laurie Fowler (GBR)   | Bozena Deptova (TCH) |
| Herrarnas lag                  | USA                     | Belgien               | Finland              |
| Damernas lag                   | USA                     | Storbritannien        | Sydafrika            |

### Medaljtabell
| Pl. | Nation          | Guld | Silver | Brons | Totalt |
| --- | --------------- | ---- | ------ | ----- | ------ |
| 1   | USA             | 4    | 1      | -     | 5      |
| 2   | Storbritannien  | -    | 2      | -     | 2      |
| 3   | Belgien         | -    | 1      | -     | 1      |
| 4   | Finland         | -    | -      | 2     | 2      |
| 5   | Tjeckoslovakien | -    | -      | 1     | 1      |
| 5   | Sydafrika       | -    | -      | 1     | 1      |